# Persea philippinensis
Persea philippinensis là một loài thực vật thuộc họ Lauraceae. Đây là loài đặc hữu của Philippines. Chúng hiện đang bị đe dọa vì mất môi trường sống.